# La femme est l'avenir de l'homme (album)
Pour les articles homonymes, voir La femme est l'avenir de l'homme.
Albums de Jean Ferrat
A moi l'Afrique Les Instants volés
La femme est l'avenir de l'homme est un album studio de Jean Ferrat sorti chez Temey en 1975.

## Histoire
Le disque est sorti sans titre à l'origine, il est depuis désigné par le premier morceau qui le compose. Écrite par Jean Ferrat, la chanson La femme est l'avenir de l'homme s'inspire d'une célèbre maxime du poète Louis Aragon, auquel elle rend hommage : 
«  Le poète a toujours raison / Qui voit plus haut que l'horizon / Et le futur est son royaume / Face à notre génération / Je déclare avec Aragon / La femme est l'avenir de l'homme. »
Le vers « l'avenir de l'homme est la femme » est utilisé à deux reprises dans le poème Le Fou d'Elsa d'Aragon.

## Titres
| No  | Titre                            | Durée |
| --- | -------------------------------- | ----- |
| 1.  | La femme est l'avenir de l'homme |       |
| 2.  | Le Bruit des bottes              |       |
| 3.  | Berceuse pour un petit loupiot   |       |
| 4.  | Un jeune                         |       |
| 5.  | Dans le silence de la ville      |       |
| 6.  | Le Singe                         |       |
| 7.  | Je meurs                         |       |
| 8.  | Le Fantôme                       |       |
| 9.  | Un air de liberté                |       |
| 10. | Mon chant est un ruisseau        |       |

## Crédits
- Arrangements et direction musicale : Alain Goraguer